# Can Franquesa (Aiguafreda)
Can Franquesa és un edifici del municipi d'Aiguafreda (Osona) que forma part de l'Inventari del Patrimoni Arquitectònic de Catalunya.

## Descripció
Edificació entre mitgeres, de planta baixa i dos pisos. La part esquerra, coronada amb un ràfec, està datada sota el balcó l'any 1820. L'altre cos és més elevat i té un capcer que tapa la teulada a dos vessants. Ambdues s'unifiquen visualment per la seva decoració d'encoixinats. Estan situades sobre un pòdium que s'interromp a les portes. Les portes i finestres estan emmarcades i és especialment significativa l'obertura de la planta baixa, de caràcter modernista. Antigament, eren dues cases que es van unir per fer-hi un hostal. Actualment, no hi viu ningú.